# キム・ギョンソック
キム・ギョンソック（金慶拓、김경석, Kim Kyoung Suk, 1981年12月28日 - ）は、韓国金堤市出身のシルム選手、キックボクサー。身長200cm、体重150kg。

## 来歴
2005年12月28日、自身の所属していたシルムのチームが解散。シルムをやっていた頃から同じくシルム出身であるチェ・ホンマンが活躍していたK-1に興味があり、K-1転向を決意。
2006年6月3日、K-1 WORLD GP 2006 in SEOULでK-1デビュー。ASIA GP1回戦を柔道出身のキム・ミンスと対戦し、判定負け。
2006年12月2日、K-1 WORLD GP 2006 in TOKYO 決勝戦で堀啓と対戦し、判定負け。
2007年4月28日、K-1 WORLD GP 2007 in HAWAIIでマイティ・モーと対戦し、1RKO負け。
2007年9月29日、K-1 WORLD GP 2007 IN SEOUL FINAL16で前田慶次郎と対戦し、ローキックで3回のダウンを奪われ2RKO負け。
2008年4月13日、K-1 WORLD GP 2008 IN YOKOHAMAで高萩ツトムと対戦し、2RKO負け。

## 戦績
| キックボクシング 戦績 | キックボクシング 戦績 | キックボクシング 戦績 | キックボクシング 戦績 | キックボクシング 戦績 | キックボクシング 戦績 | キックボクシング 戦績 |
| --------------------- | --------------------- | --------------------- | --------------------- | --------------------- | --------------------- | --------------------- |
| 5 試合                | (T)KO                 | 判定                  | その他                | 引き分け              | 無効試合              |                       |
| 0 勝                  | 0                     | 0                     | 0                     | 0                     | 0                     |                       |
| 5 敗                  | 3                     | 2                     | 0                     | 0                     | 0                     |                       |

| 勝敗 | 対戦相手       | 試合結果                                  | 大会名                                                      | 開催年月日    |
| ×    | 高萩ツトム     | 2R 0:18 KO（右ローキック）                | K-1 WORLD GP 2008 IN YOKOHAMA 【オープニングファイト】      | 2008年4月13日 |
| ×    | 前田慶次郎     | 2R 2:14 KO（右ローキック、3ノックダウン） | K-1 WORLD GP 2007 IN SEOUL FINAL16 【オープニングファイト】 | 2007年9月29日 |
| ×    | マイティ・モー | 1R 1:37 KO（左フック）                    | K-1 WORLD GP 2007 in HAWAII 【USA GP 1回戦】                | 2007年4月28日 |
| ×    | 堀啓           | 3R終了 判定0-3                            | K-1 WORLD GP 2006 in TOKYO 決勝戦 【オープニングファイト】  | 2006年12月2日 |
| ×    | キム・ミンス   | 3R終了 判定0-3                            | K-1 WORLD GP 2006 in SEOUL 【ASIA GP 1回戦】                | 2006年6月3日  |